# Paracentrobia zabinskii
Paracentrobia zabinskii är en stekelart som först beskrevs av Novicki 1936.  Paracentrobia zabinskii ingår i släktet Paracentrobia och familjen hårstrimsteklar. Inga underarter finns listade i Catalogue of Life.